# 速見圭
速見圭（1958年12月20日—）是日本的女性聲優，福岡縣出身。所屬事務所是賢Production。
現藝名用的是同音的平假名（速見圭）

## 演出作品

### 電視動畫
- 麵包超人（薄烤餅人、塵羅（代配））

1989年
- 城市獵人3（第4 - 5話「危險的偵探遊戲 ！小姑娘愛蟒蛇」：愛子）
- 森林大帝1989年版（雪紡）
- 黑色推銷員（清家津壽貴）

1990年
- 麵包超人（緞帶蛇）
- 大耳鼠（席薇亞）

1991年
- 正氣大俠（惡阻出汁媽媽、小孩子A、鳥）
- 多羅隆噗！（莎拉菲娜）
- 黑色推銷員（清家津壽貴）

1992年
- 我愛上了足球（琳達）
- 蜡笔小新（松坂竹）
- 風中少女 金髮珍妮（蘇珊·福斯特）

1994年
- 麵包超人（輪胎小子）

1996年
- 超者萊汀（鷲崎真理繪）
- 名偵探柯南（黑岩令子）

1998年
- 庫洛魔法使（碧麻紀子）
- 星際牛仔（杜威）
- 名偵探柯南（町田則子、市川一重）

1999年
- 傀儡師左近（三條靜）
- 名偵探柯南（增尾佳代）

2000年
- 深藍救兵（小萌的媽媽）
- 名偵探柯南（駒井絹）
- 純情房東俏房客（景太郎的母親）

2001年
- 忍者乱太郎（隔壁的大嬸）
- 名偵探柯南（越水映子）

2002年
- 天地無用！#天地無用!GXP（娜杜兒·考納克（雨音的母親））

2003年
- 明日之星娜佳（卡盧瓦伯爵夫人、史特羅漢子爵夫人）
- 哆啦A夢（小桃的母親、母河童）
- 魔法使的條件（邦子）

2004年
- 忍者亂太郎（大嬸）

2005年
- 小天小小天小（阿貴姨）

2006年
- 我們這一家（根津太太）

2007年
- Devil May Cry（女）

2008年
- 忍者亂太郎（女人）

2009年
- 先睹為快 JUMP BANG!（節乃〈節婆婆〉）

2011年
- 蠟筆小新（郁子媽媽）

2012年
- 忍者亂太郎（正男的假母親）
- 紙箱戰機W（秋本瑪雅、日野晃博）

2014年
- 元氣囝仔（鄉長太太／木戶朋子）

2016年
- 名侦探柯南（天願和子 #806-807）
- 勇利!!! on ICE（勝生寬子）

2017年
- 夏目友人帳 陸（西村的母親）
- 蠟筆小新（母親）

2019年
- 新哆啦A夢（阿姨）
- 心靈判官3（天馬的母親）

### OVA
- 新勝利地獄變（克莉絲汀娜）
- JINGI 仁義（銀貓的媽媽桑）
- 納豆男孩（枝豆惠子）
- 爆炎學園（神野香純）
- 幻想曲
- 名偵探柯南 柯南、平次與失蹤的少年（守口美子）

### 劇場版動畫
- 大雄與雲之王國（后羿的母親）
- 名偵探柯南 貝克街的亡靈（哈德遜夫人）

### CD廣播劇
- FINAL FANTASY XIII Episode Zero -Promise- Story01 -ENCOUNTER-

### VOMIC
- 美食獵人TORIKO（節乃（節婆婆））

### 遊戲
- 星際火狐64 3D（史利比·陶德）
- 傳奇系列
  - 重生傳奇（奈拉）
  - 時空幻境（梅莉兒·阿德奈德）
  - 時空幻境 變裝迷宮X（露娜）
- 最终幻想 零式（聲場）

### 外語配音
- 急診室的春天XII（芙蘿）
- 急診室的春天XIV（安姬）
- 驚世（蘇菲亞（蘿拉·英奈斯））
- 失蹤現場3（泰西）
- 犯罪心理（凱西、愛倫、露安）
- 兩男一女三逃犯（菲麗絲·波特（吉娜·戴維斯））
- 黑道當家（費伊·德伏（琳達·哈特））
- 閃靈悍將（婉達·布萊克·費茲傑拉德（泰瑞莎·藍道））
- 阿甘正傳（李諾爾）
- 瑪波小姐4 鏡子魔術（露絲·馮·萊多克）

## 外部連結
- 賢Production公開簡歷